# 혼다 CR-V
혼다 CR-V(Honda CR-V)는 일본의 대표적인 자동차 브랜드 혼다에서 제작한 전륜구동 기반의 준중형 SUV이다.
대한민국 판매분은 4세대 초기형까지 혼다의 사이타마 공장 생산분이 들어왔으나, 미국과의 FTA 체결 이후 2013년 1월부터 미국 현지공장 생산분이 들어온다.

### 1세대 (1995~2001)

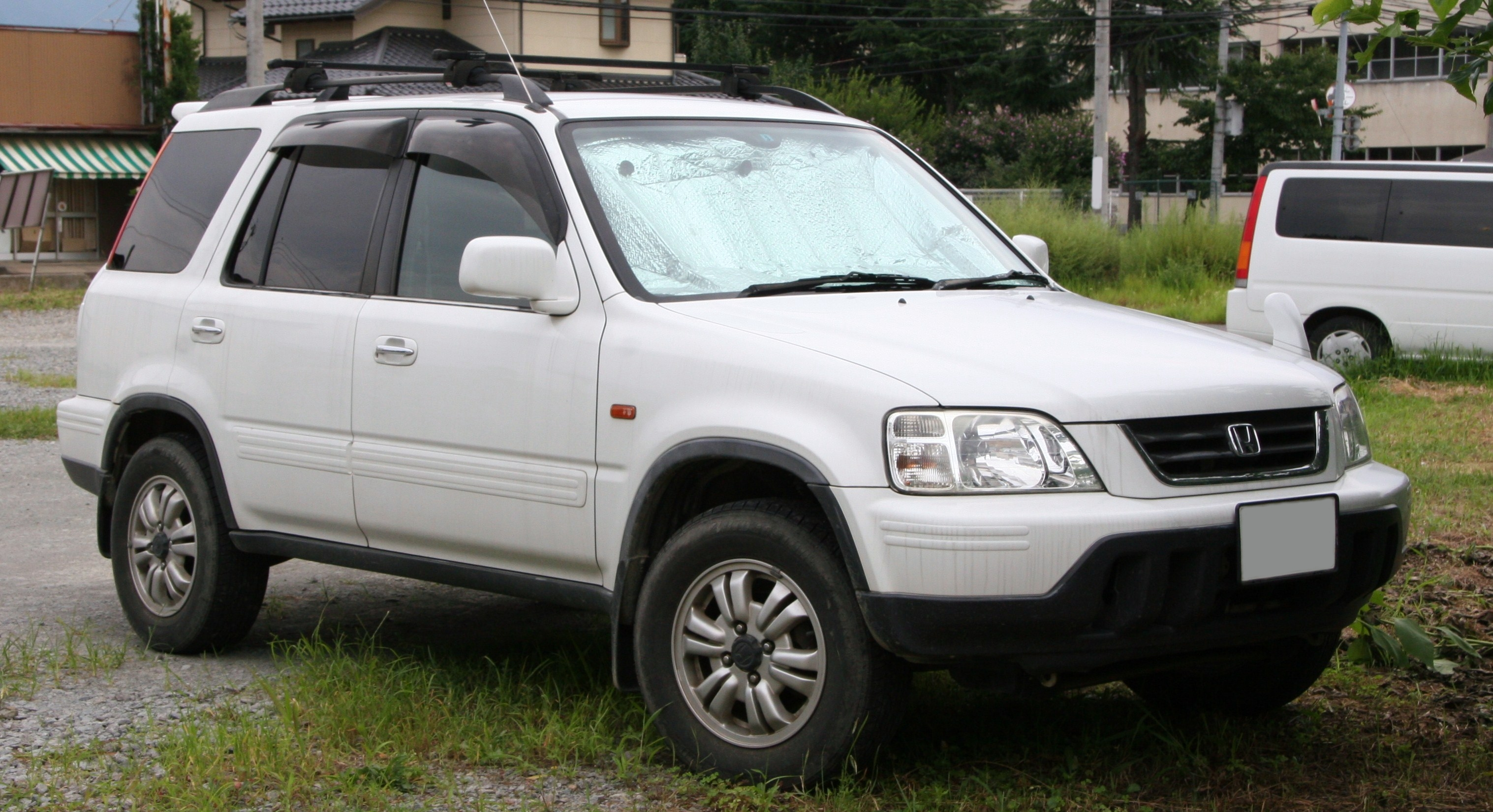
혼다 CR-V(전기형) 정측면

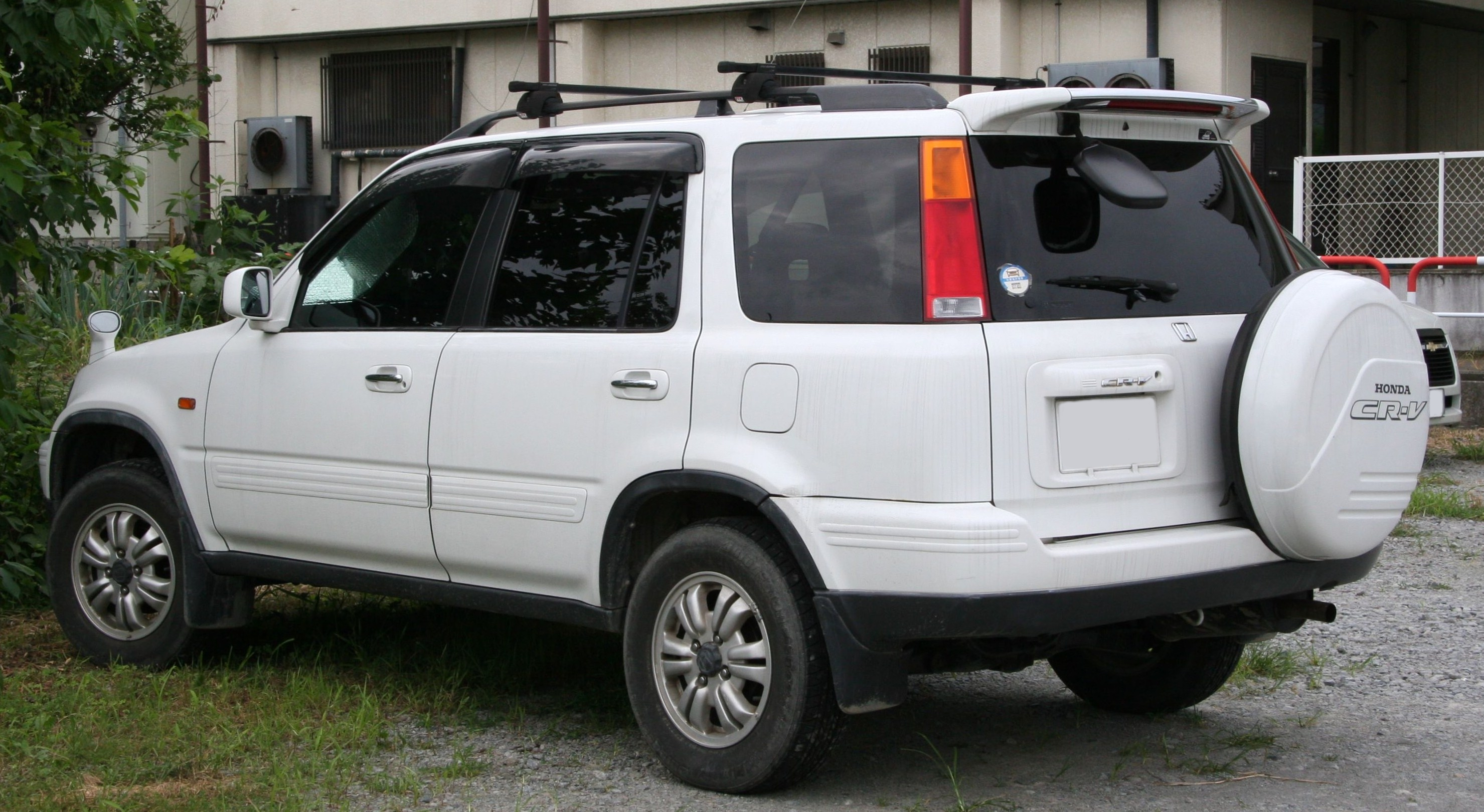
혼다 CR-V(전기형) 후측면

도심형 SUV라는 새로운 콘셉트를 내놓았던 기아 스포티지의 영향을 받아 혼다에서 시빅의 전륜구동 플랫폼을 기반으로 한 승용형 SUV로 개발되었다. 따라서 오프로드에 중점을 둔 기존의 SUV와는 다른 도시적인 콘셉트로, 비교적 가격이 저렴해서 높은 판매량을 기록했다. 자동변속기는 칼럼 시프트 타입으로 되어 있어서 워크 스루가 가능한 등 거주성을 높였다. 엔진은 B20B 2,000cc 가솔린 엔진만 장착되었다. 당초 일본 내수용으로 개발되었으나, 후에 해외에도 수출되며 호평을 얻었다.

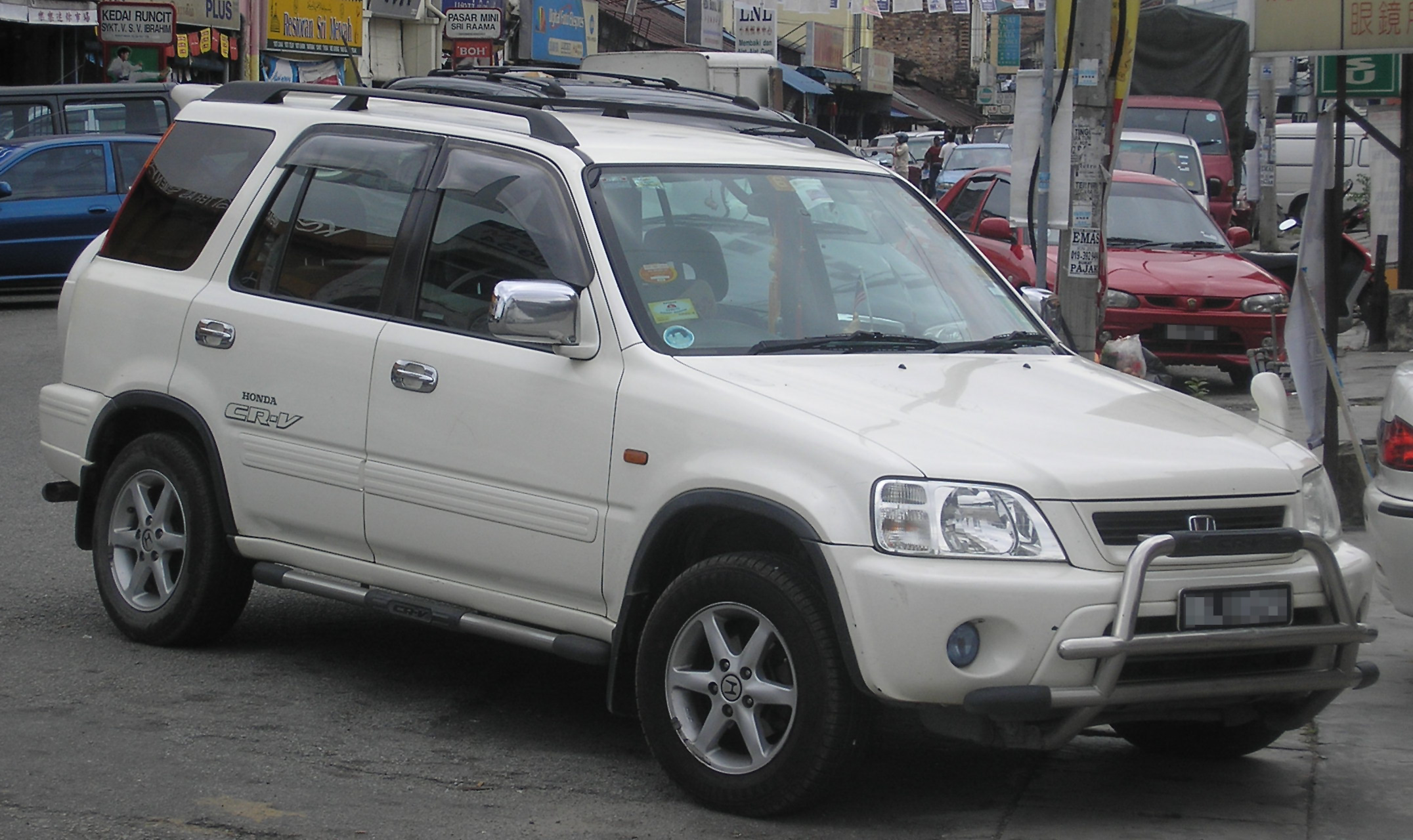
혼다 CR-V(후기형) 정측면
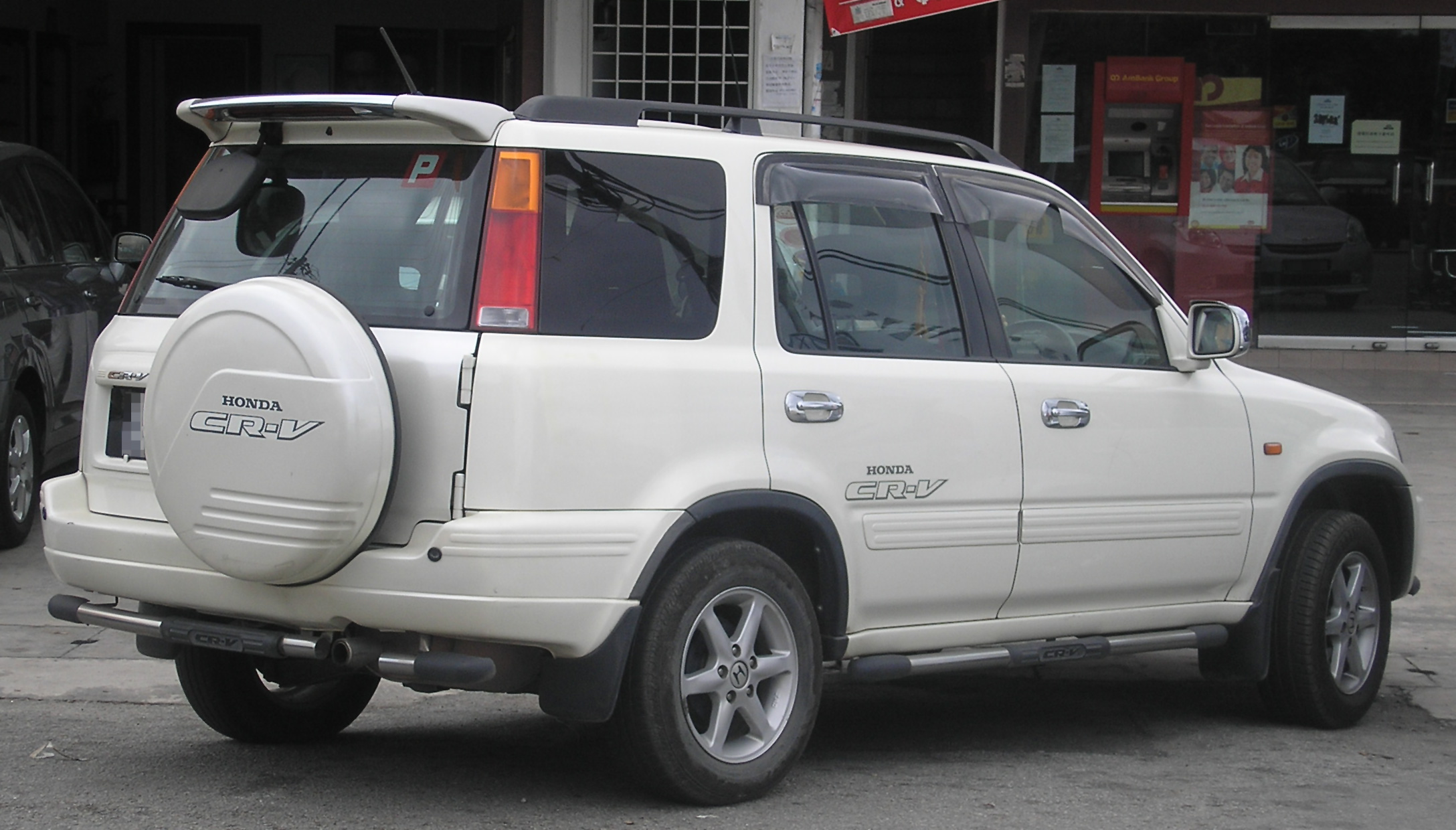
혼다 CR-V(후기형) 후측면

### 2세대 (2001~2006)

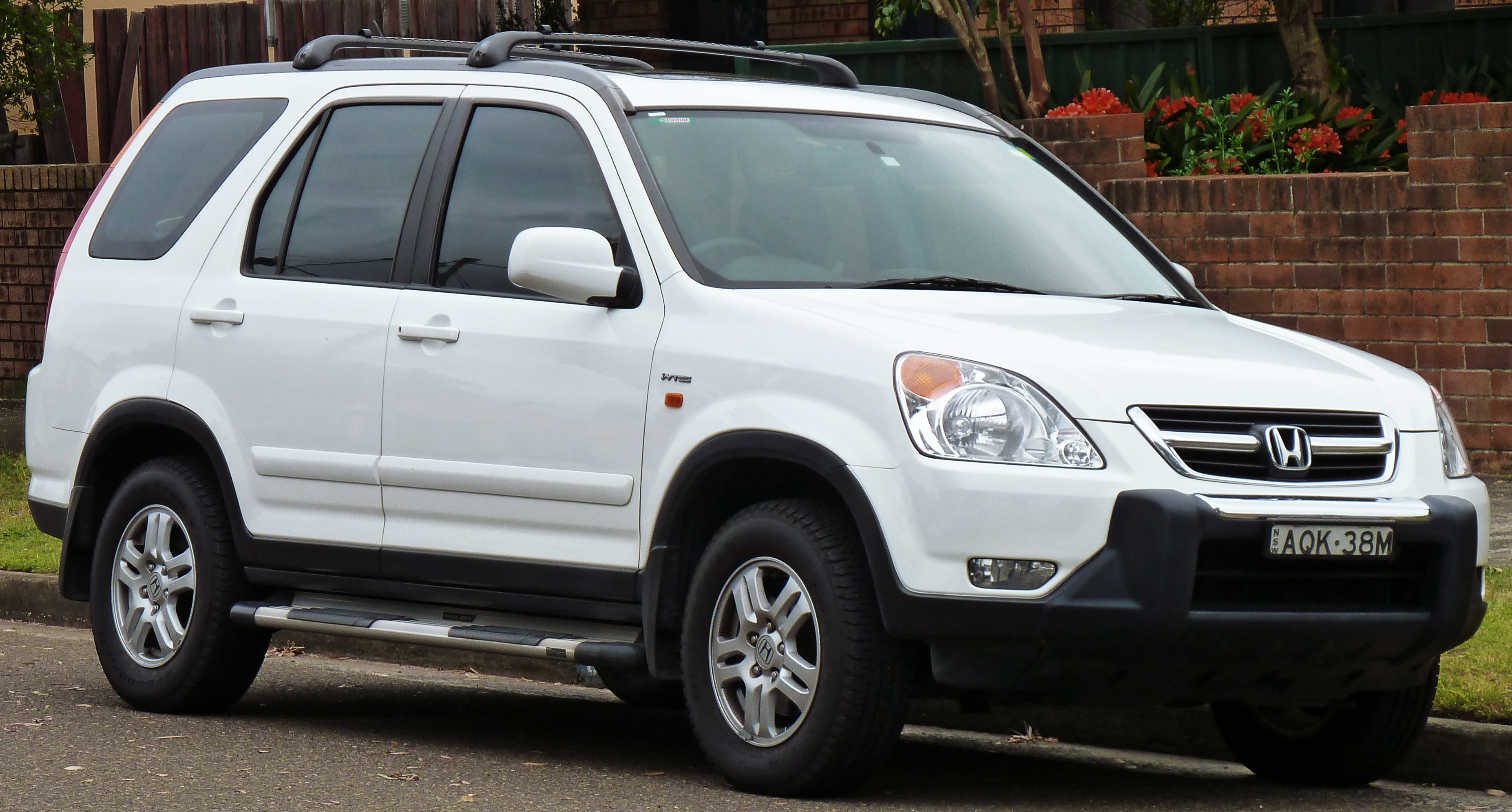
혼다 CR-V(전기형) 정측면

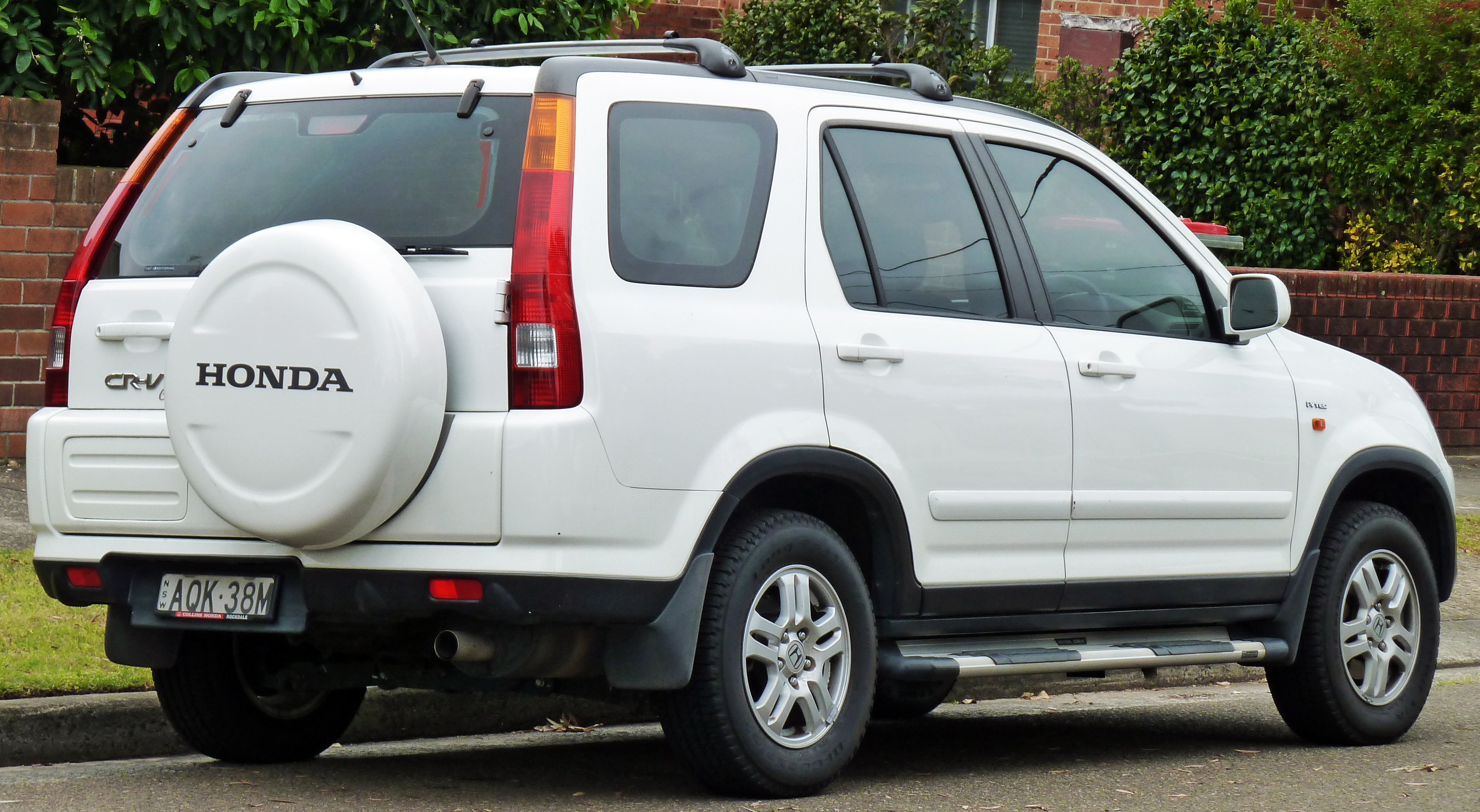
혼다 CR-V(전기형) 후측면

엔진은 2,000cc 가솔린 K20A형과 2,400cc 가솔린 K24A, 2,200cc 디젤 N22A이 장착되었다. 1세대에서 혹평을 받은 4WD 시스템도 크게 향상시키며, SUV로서 충분한 성능을 낼 수 있게 되었다. 자동변속기는 컬럼 시프트식 대신 센터페시아로 이동했다. 일본에서는 1세대만큼 많은 판매량을 기록하지는 못했으나, 해외에서는 큰 인기를 구가해 혼다에서 어코드, 시빅과 더불어 가장 잘 팔리는 차가 되었다. 2004년에 혼다가 대한민국 법인을 설립하여 정식으로 진출함에 따라 대한민국에서 2세대 후기형부터 수입되기 시작했다.

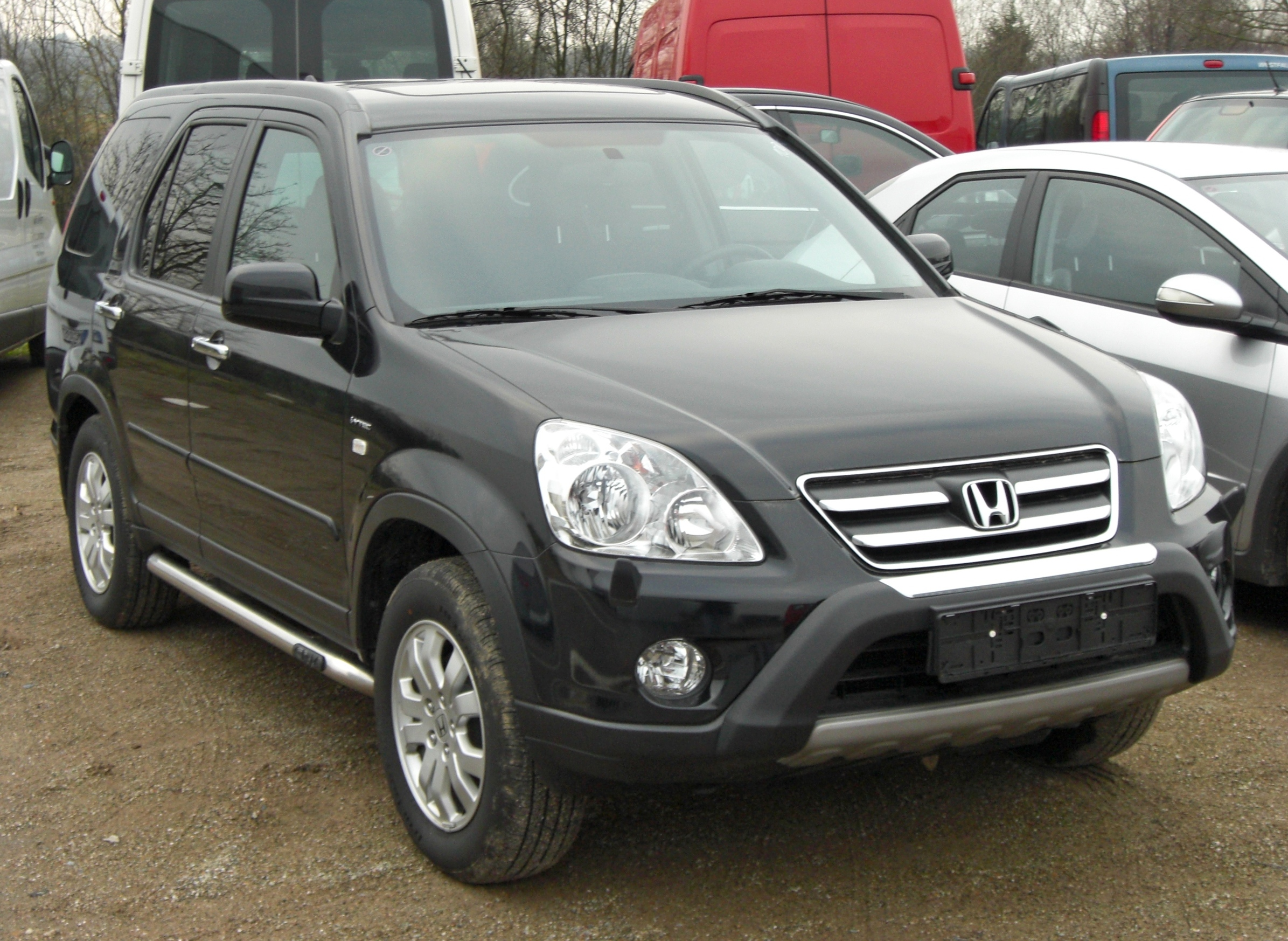
혼다 CR-V(후기형) 정측면
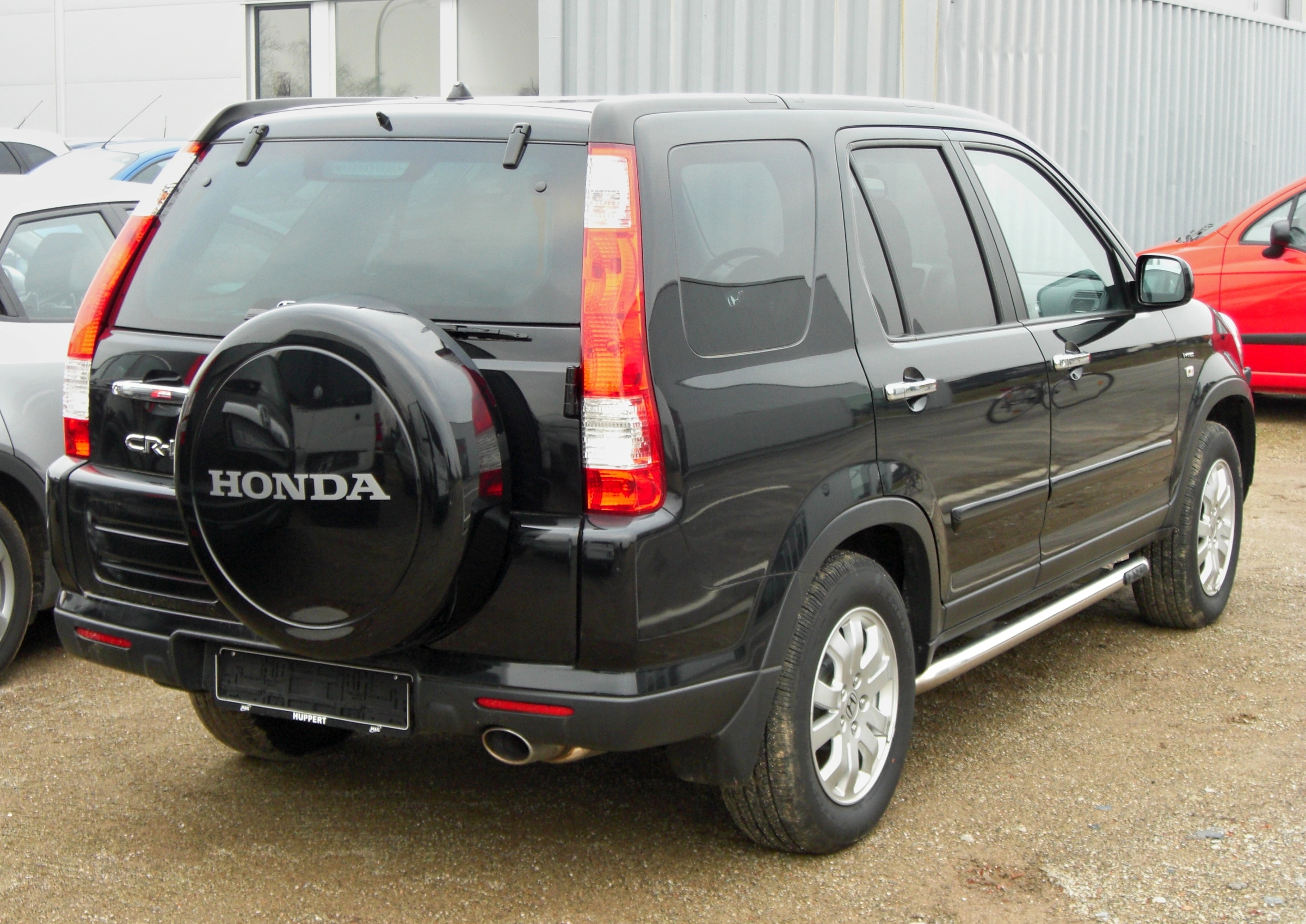
혼다 CR-V(후기형) 후측면

### 3세대 (2006~2011)

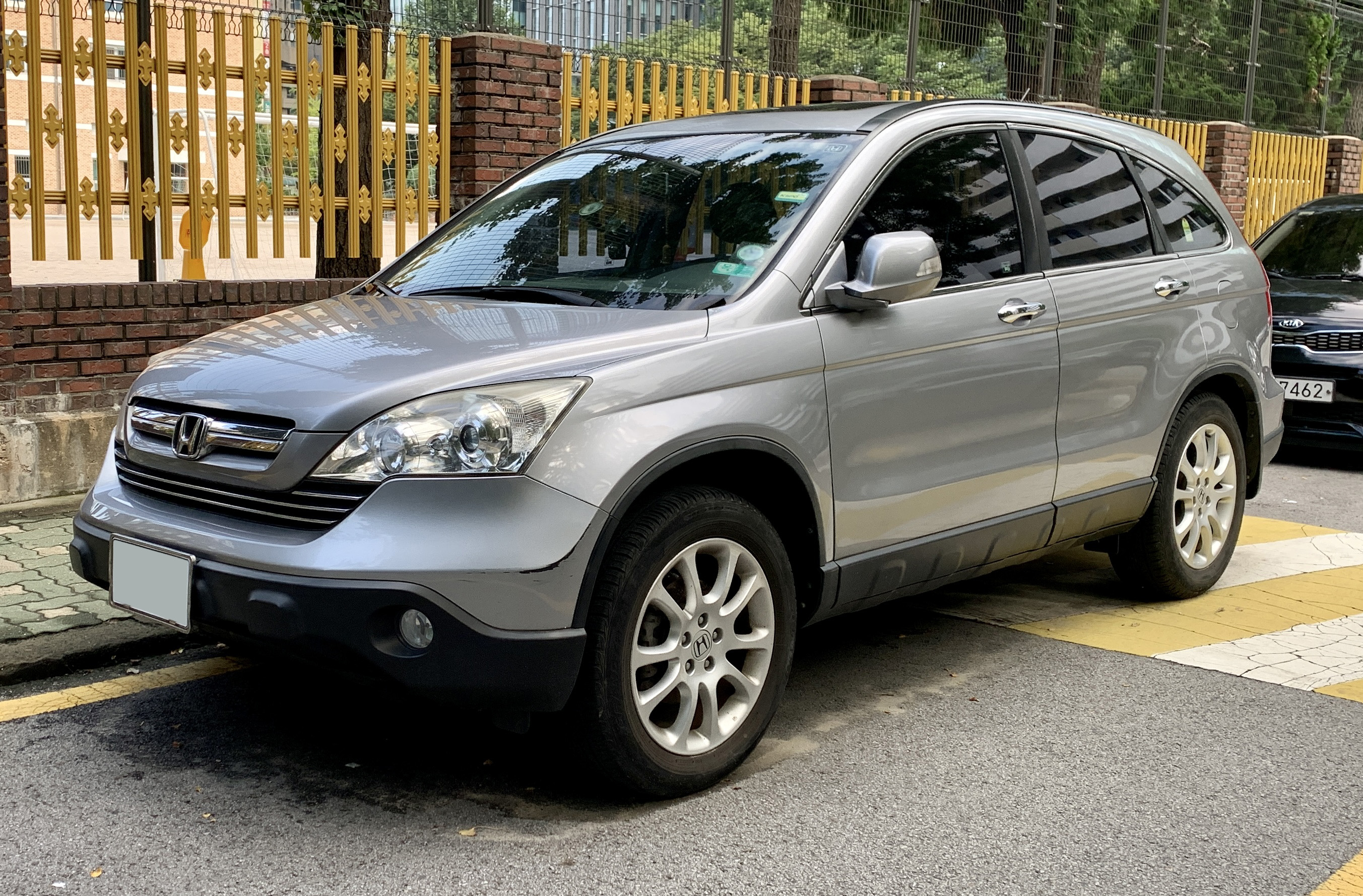
혼다 CR-V(전기형) 정측면

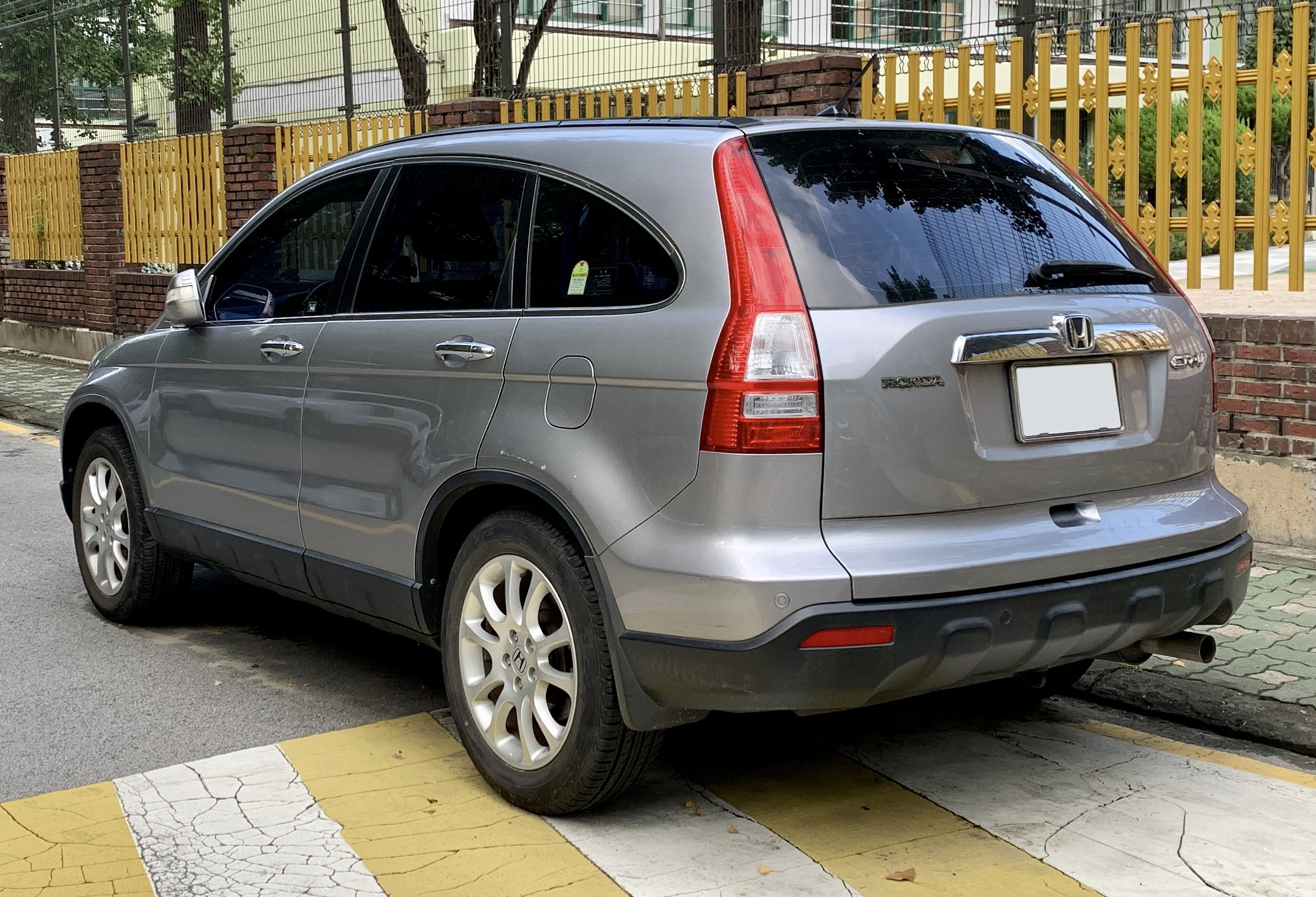
혼다 CR-V(전기형) 후측면

1세대와 2세대에 비해 디자인은 좀 더 둥근 느낌이 되었고, 해외 시장을 의식해서 편의 사양, 품질 등이 크게 고급스러워졌다. 테일 게이트는 옆으로 열렸던 1세대와 2세대와는 달리, 위로 열리게 바뀌었다. 이를 통해 테일 게이트에 있던 스페어 타이어는 트렁크 룸 밑에 수납할 수 있게 하였다. 5단 자동변속기는 센터페시아에서 플로어 체인지 타입으로 변경되었다. 엔진은 2,400cc 가솔린 K24A이 장착되었고, 유럽 사양에는 2,000cc 가솔린 R20A와 2,200cc 디젤 N22A도 장착되었다.

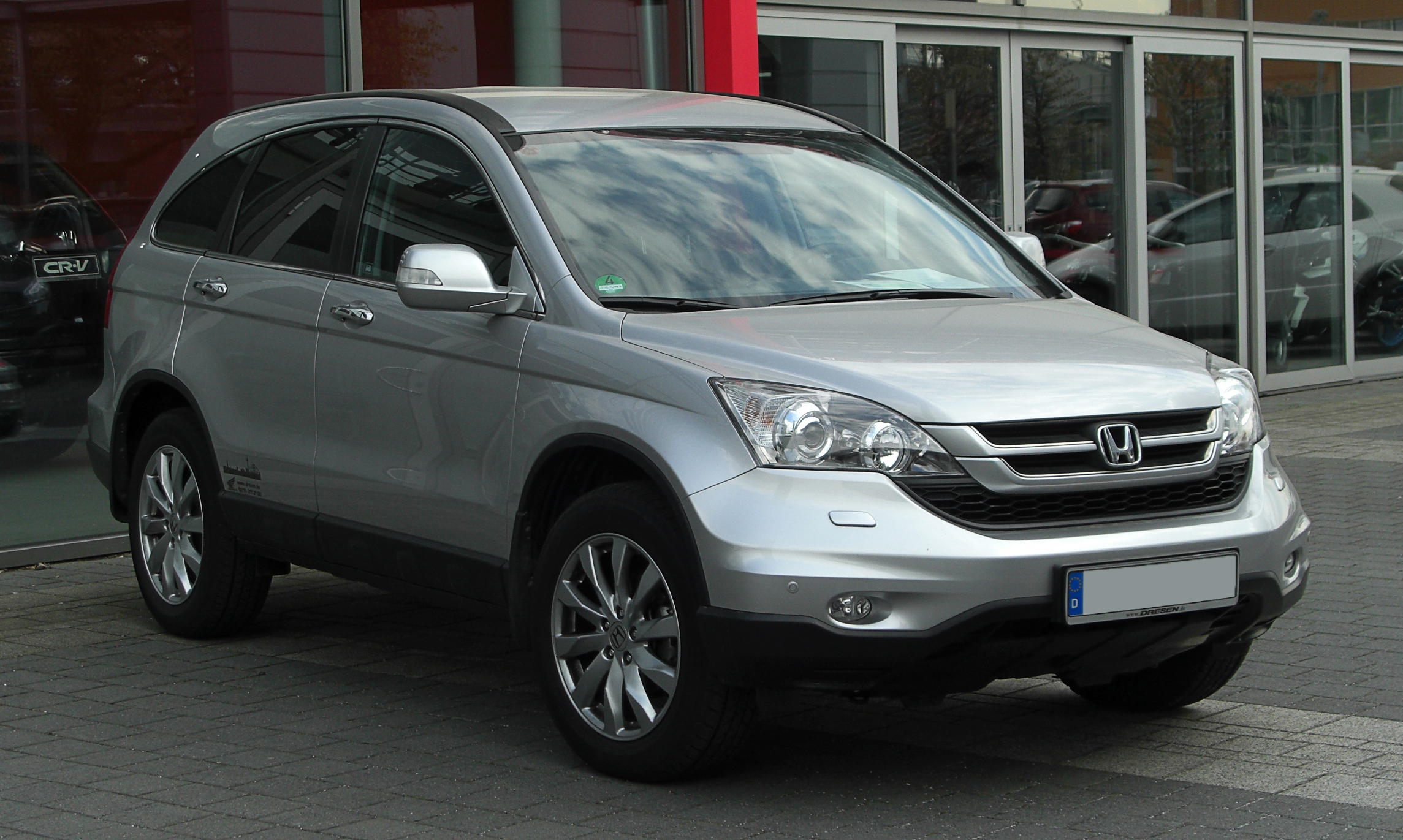
혼다 CR-V(후기형) 정측면
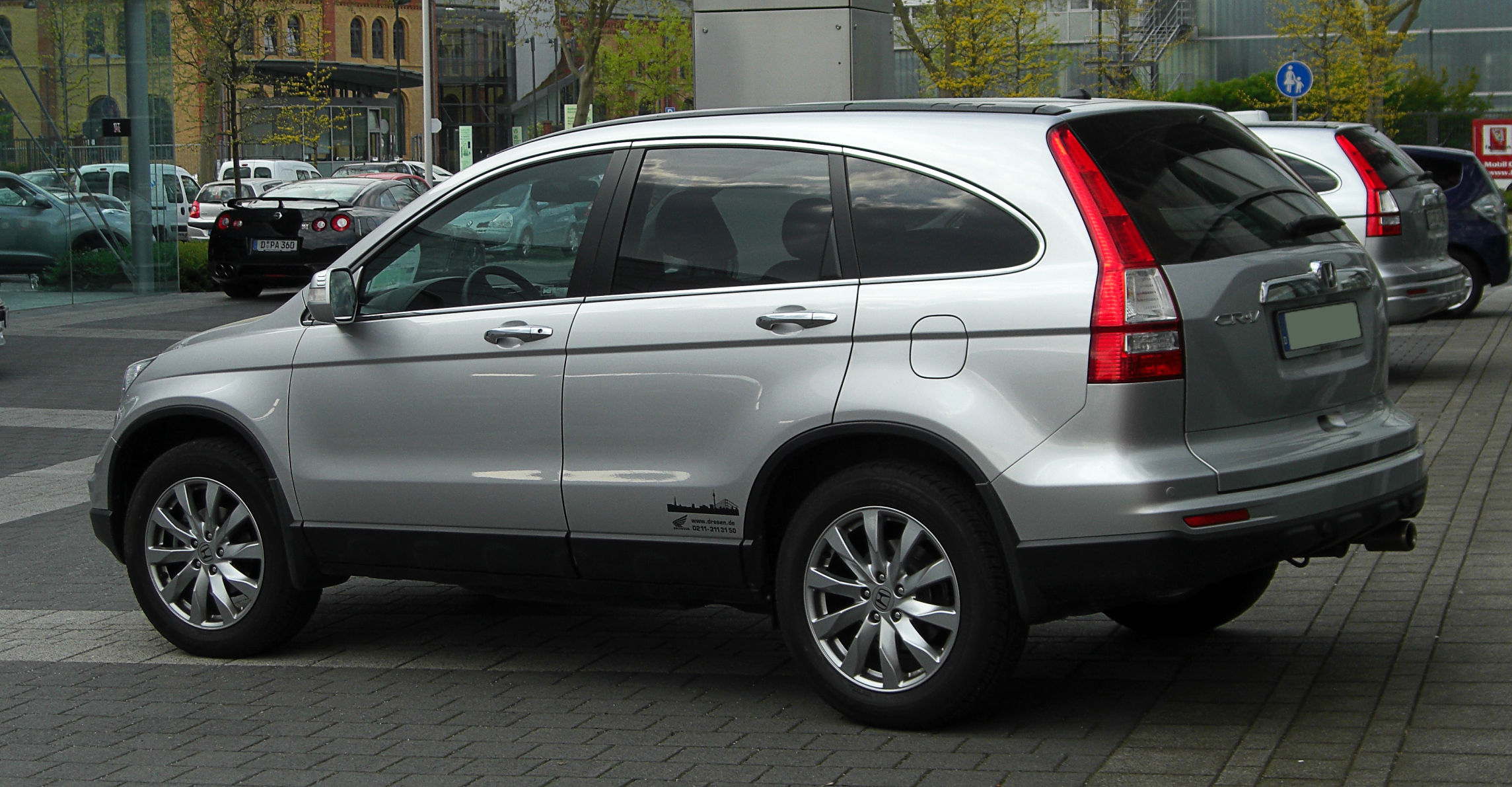
혼다 CR-V(후기형) 후측면

### 4세대 (2011~2017)

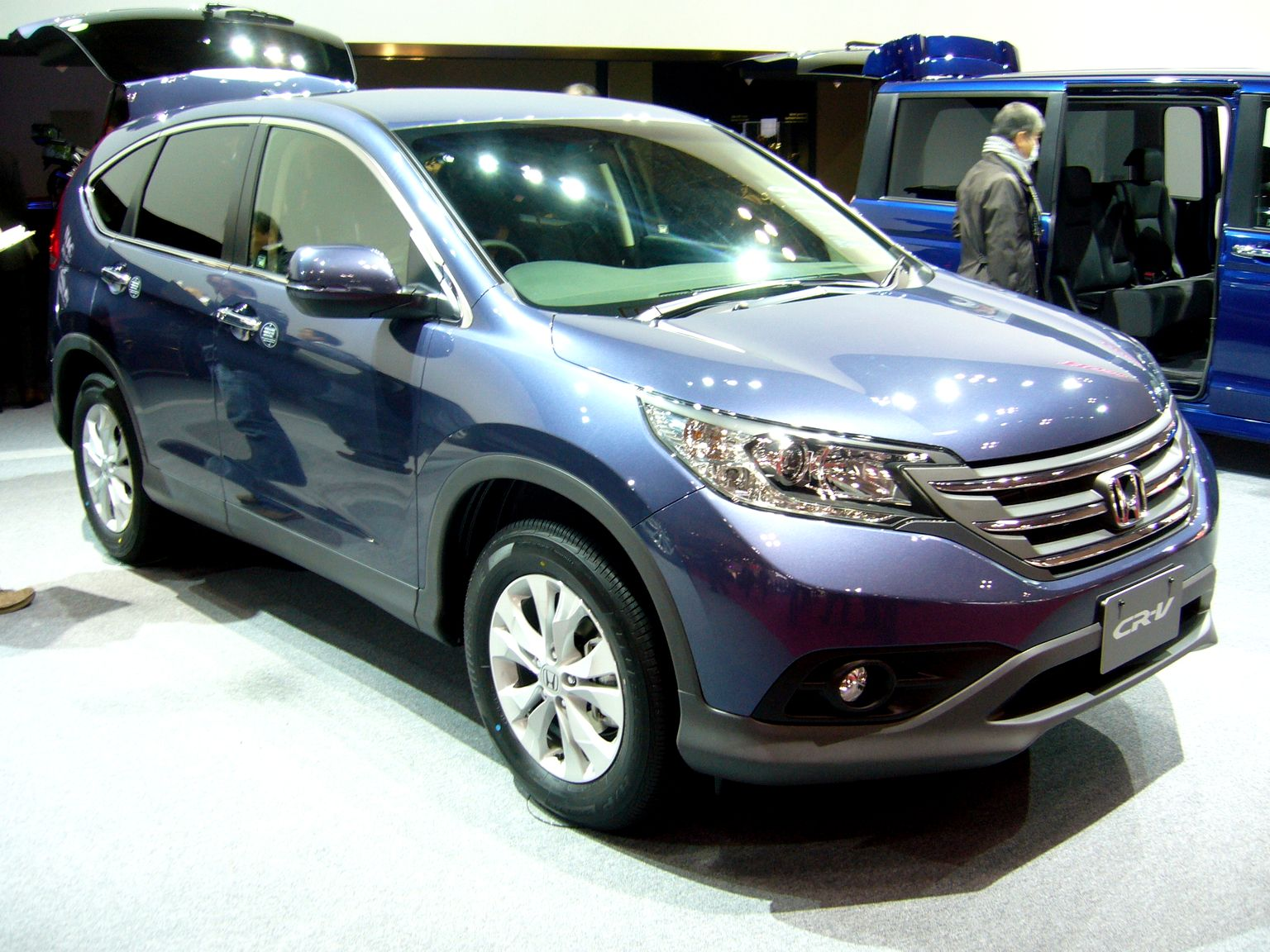
혼다 CR-V(전기형) 정측면

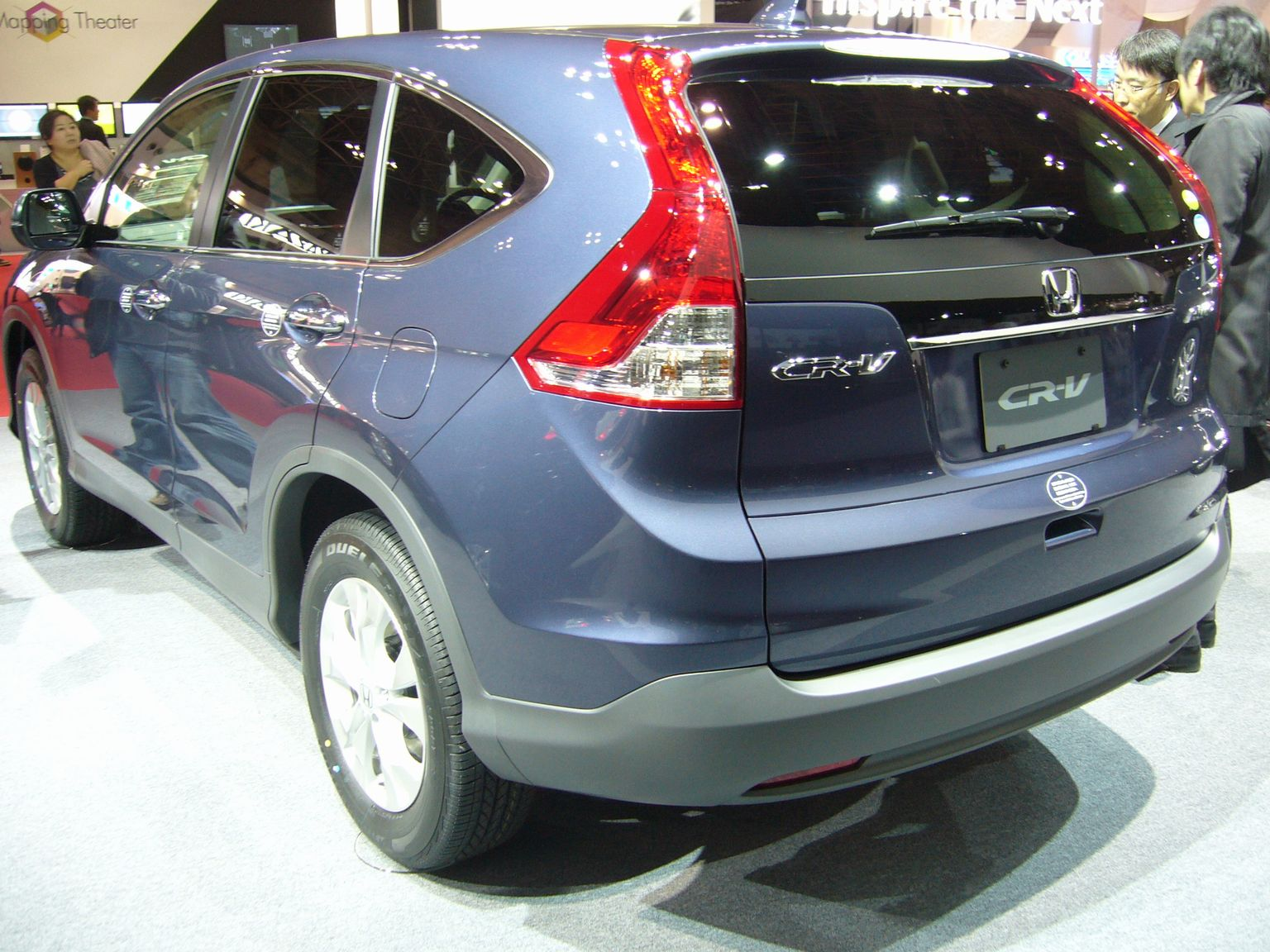
혼다 CR-V(전기형) 후측면

2011년에 개최된 LA 오토쇼에서 첫 공개되었고, 그 해 판매가 개시되었다. 공기 역학적으로 설계된 범퍼와 에어 인테이크 홀이 적용되었고, 대형화된 라디에이터 그릴과 날카로운 헤드 램프는 서로 겹치는 듯한 독특한 디자인을 연출했다. 사이드 라인은 3세대와 비슷하나, C 필러부터 치켜 올라간 윈도로 차별화를 시도했다. 혼다만의 독창적인 연비 절감 시스템인 econ 모드가 적용되어 경제적인 운전 습관을 유지할 수 있도록 돕는다. 3세대 초기분까지는 혼다의 사이타마현 공장 생산분이 들어왔으나, 미국과의 FTA 체결 이후 2013년 1월부터 대한민국으로 수입되는 CR-V는 미국 오하이오주 현지공장 생산분으로 변경되었다.

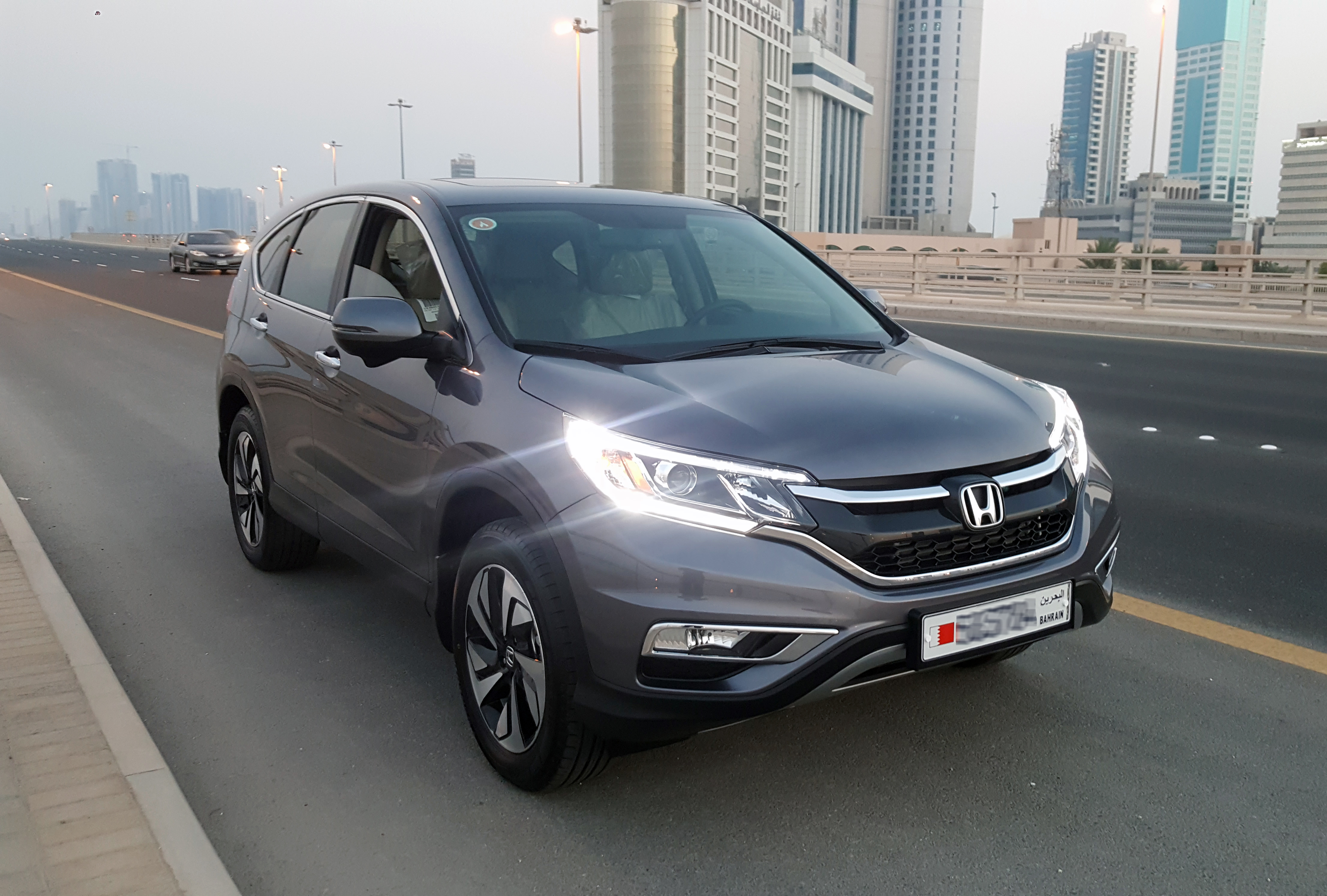
혼다 CR-V(후기형) 정측면
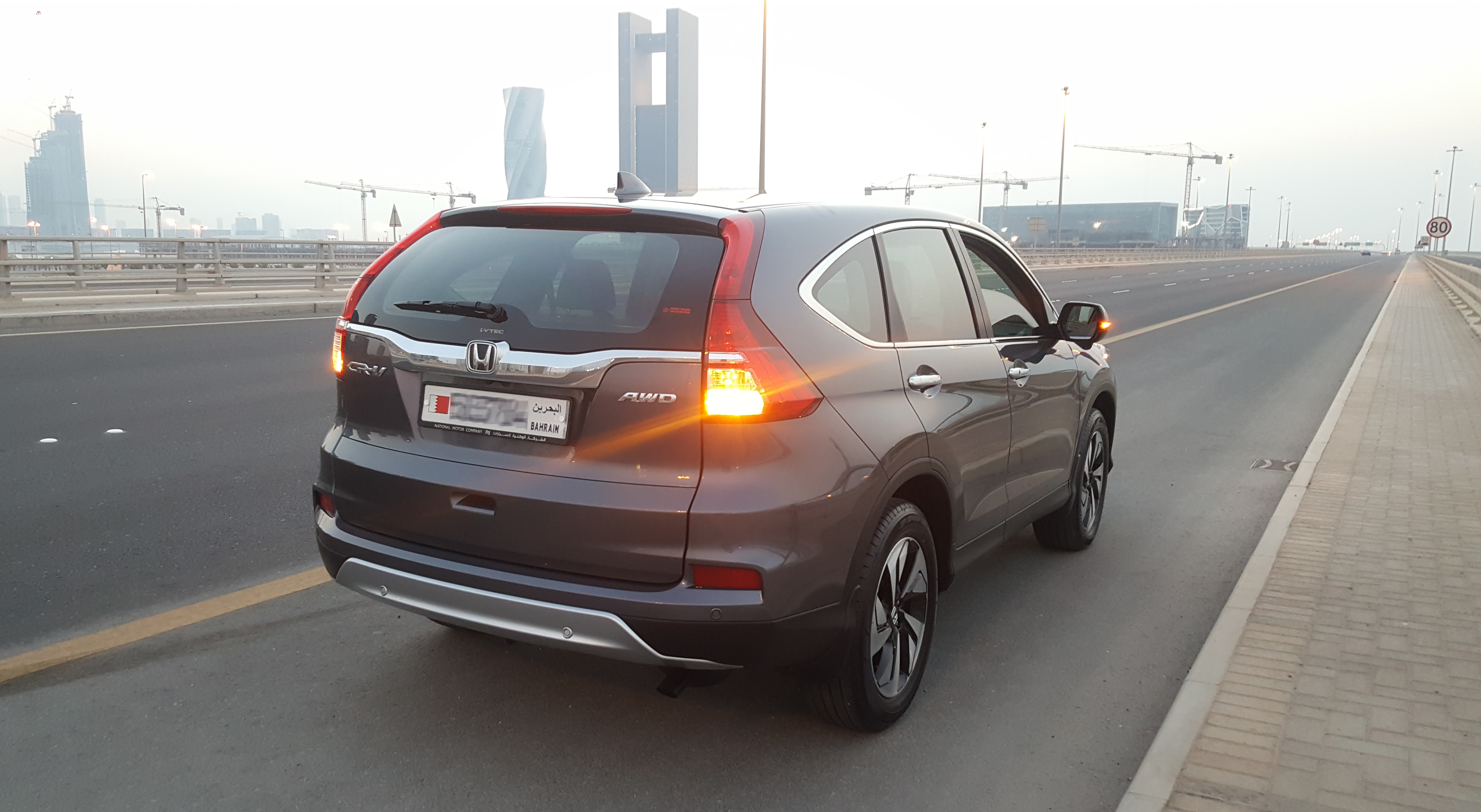
혼다 CR-V(후기형) 후측면

### 5세대 (2017~2022)

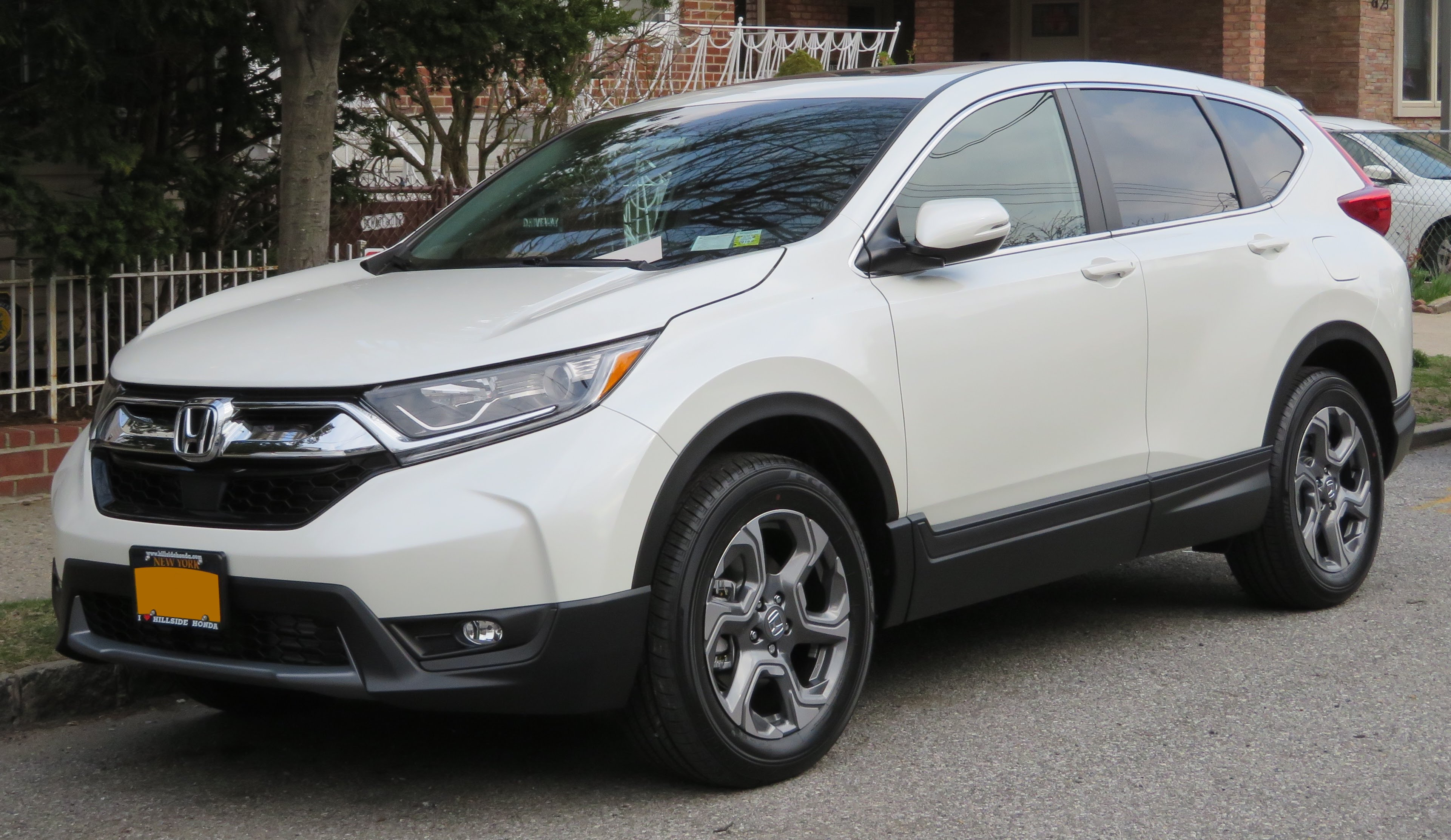
혼다 CR-V(전기형) 정측면

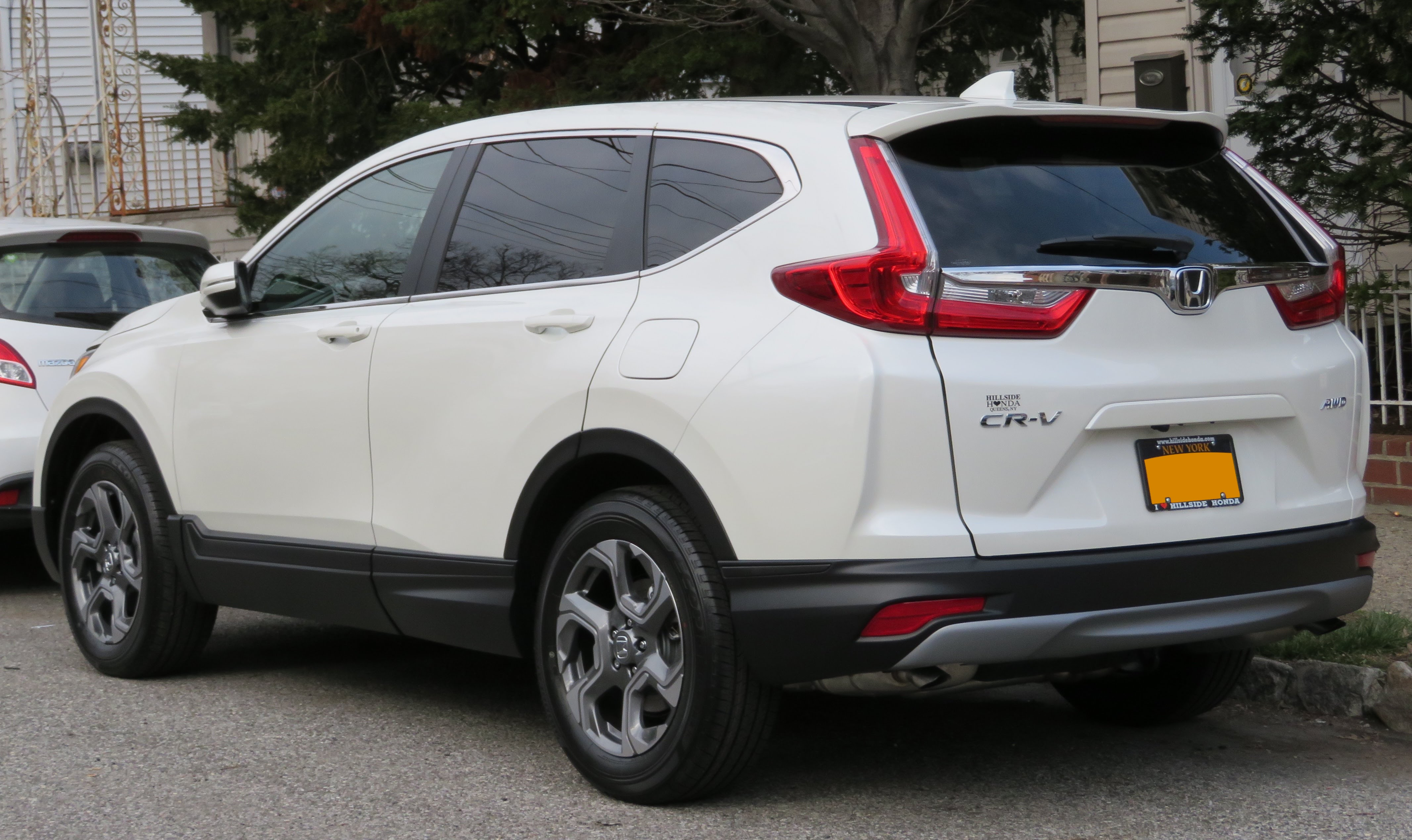
혼다 CR-V(전기형) 후측면

2016년에 공개되었으며, 193마력 1.5리터 가솔린 터보 엔진과 2.4리터 가솔린 직접분사 엔진이 장착된다. 2020년에는 215마력 2.0리터 하이브리드가 추가됐다. 일본에서는 초기에는 발매 계획이 없었으나, 2018년 여름에 출시하는 것으로 계획을 바꾸고 유럽 수출도 진행하였다. 그러나 호조세를 보이는 다른 시장과는 다르게 일본의 실정보다 지나치게 큰 전폭, 비싼 가격으로 인해 시원찮은 판매량을 기록했다. 대한민국에는 2017년 3월 30일에 1.5리터 가솔린 터보가 출시됐으며, 자동변속기는 CVT로 교체됐다. 그러나 동년 6월부터 유달리 대한민국에서만 신차의 녹에 대한 문제가 제기되어 논란이 있었고, 이 이슈로 2018년에 잠시 수입을 중단했다. 이후 신속하게 대응하여 방청 문제를 개선하였고, 2019년에 혼다 센싱을 장착한 부분변경 개선형 모델을 내놓으면서 대한민국 판매를 재개했다. 2021년 1월에는 어코드의 시스템을 이식한 215마력 2.0 하이브리드를 대한민국 시장에 내놓았으며, 이 때 대한민국에 4륜구동만 나왔던 1.5리터 가솔린 터보는 전륜구동만 나오는 것으로 변경되고 하이브리드는 4륜구동만 나온다.
판매 부진으로 일본 현지에서는 5세대를 마지막으로 일본 시장에 내놓지 않고, 혼다 ZR-V로 대체한다.

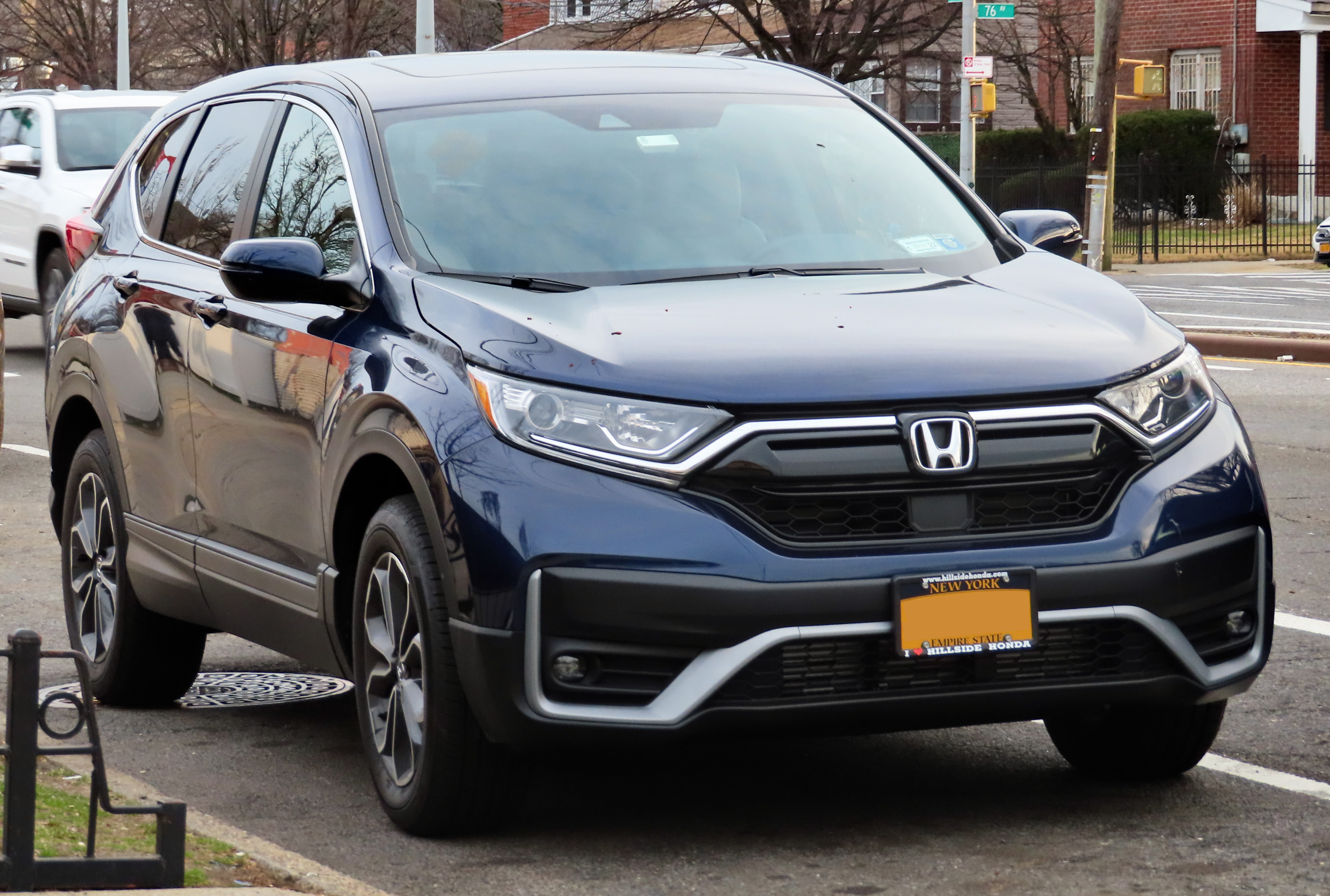
혼다 CR-V(후기형) 정측면
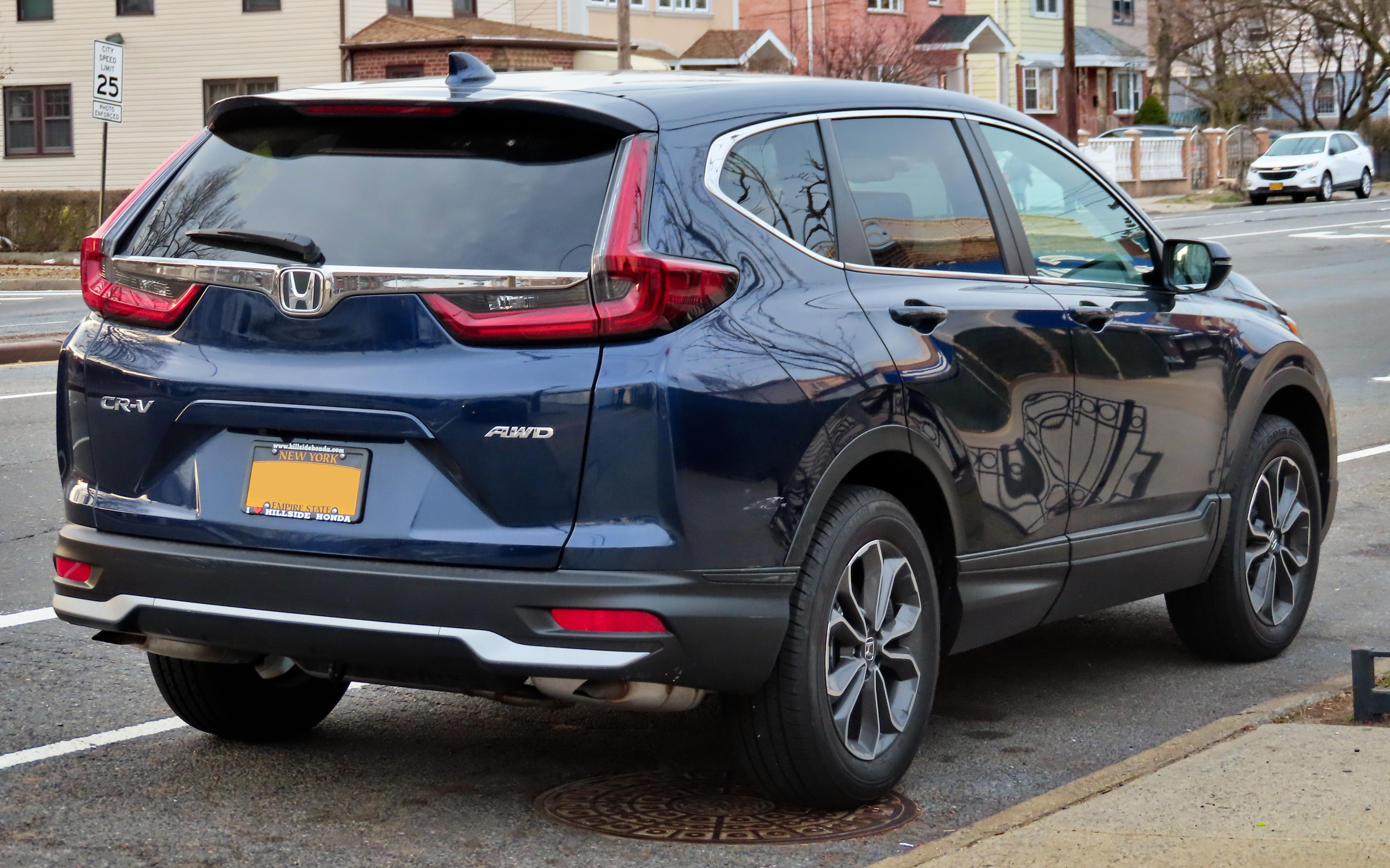
혼다 CR-V(후기형) 후측면

### 6세대 (2022~현재)
2022년 7월 14일 공개되었다. 2.4L 자연흡기 가솔린 엔진을 삭제하고, 1.5L 가솔린 터보와 2.0L 자연흡기 직접분사 가솔린 하이브리드(e:HEV)로 구성했다. 유럽 시장에는 플러그인 하이브리드(e:PHEV)도 출시하며, 전기 충전구는 앞 펜더에 장착된다. 일본에는 수소연료전지 버전(e:FCEV)만 판매하며, 내연기관 사양은 일본에서 판매하지 않고 ZR-V가 대체한다. 미국에는 기존 내연기관 외에 수소연료전지 버전도 판매하고, 플러그인 하이브리드는 판매하지 않는다.

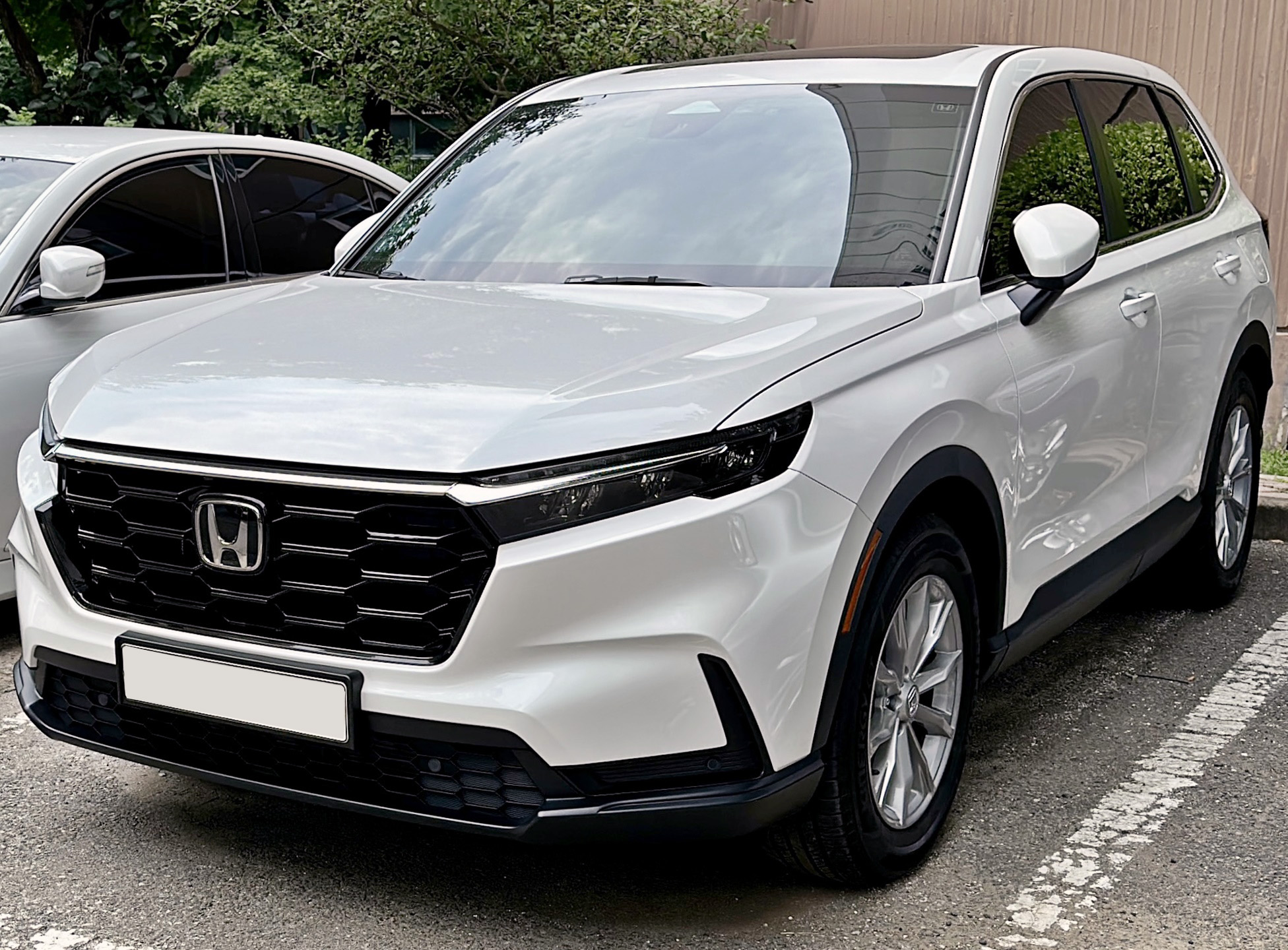
6세대 CR-V 정측면

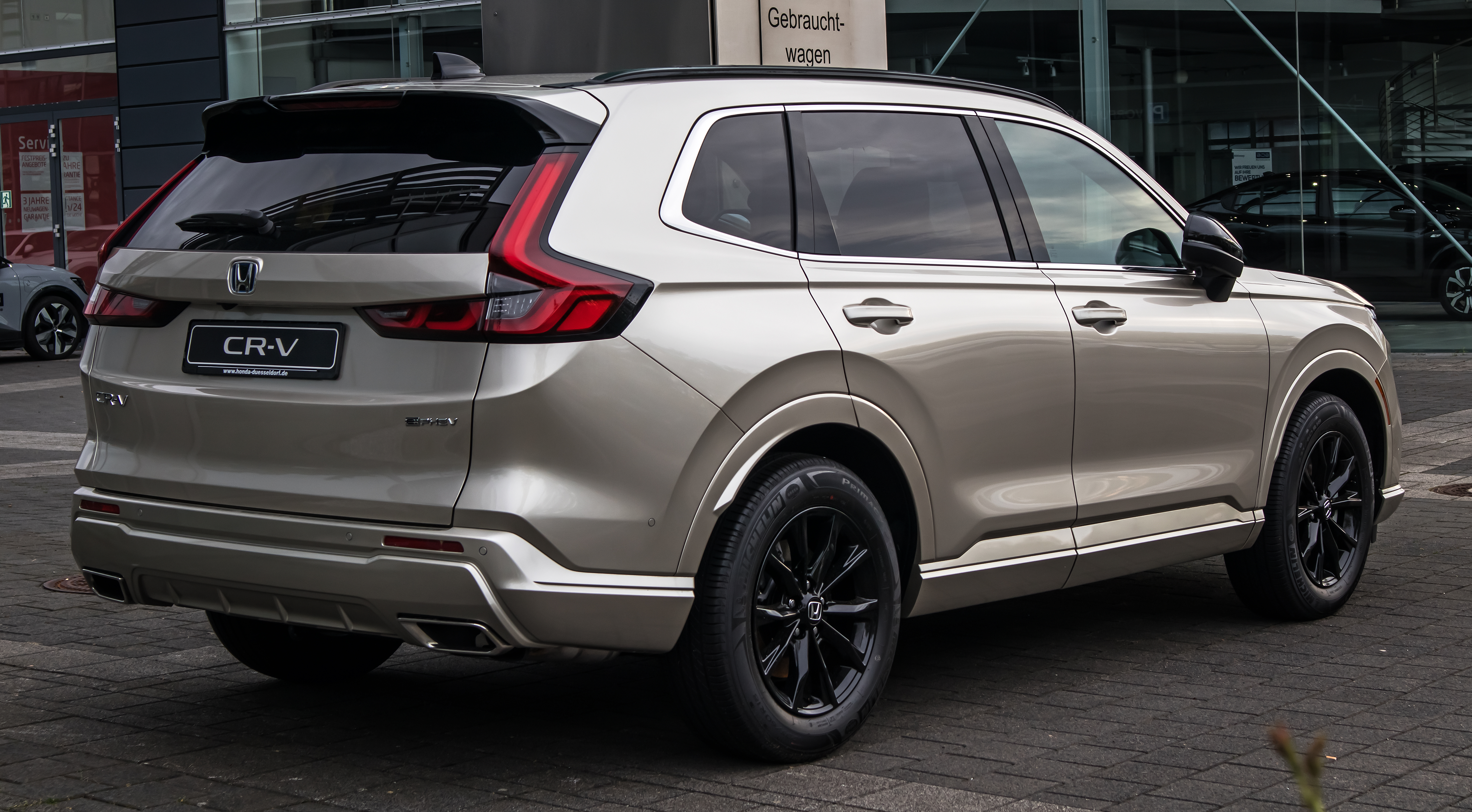
6세대 CR-V 리어

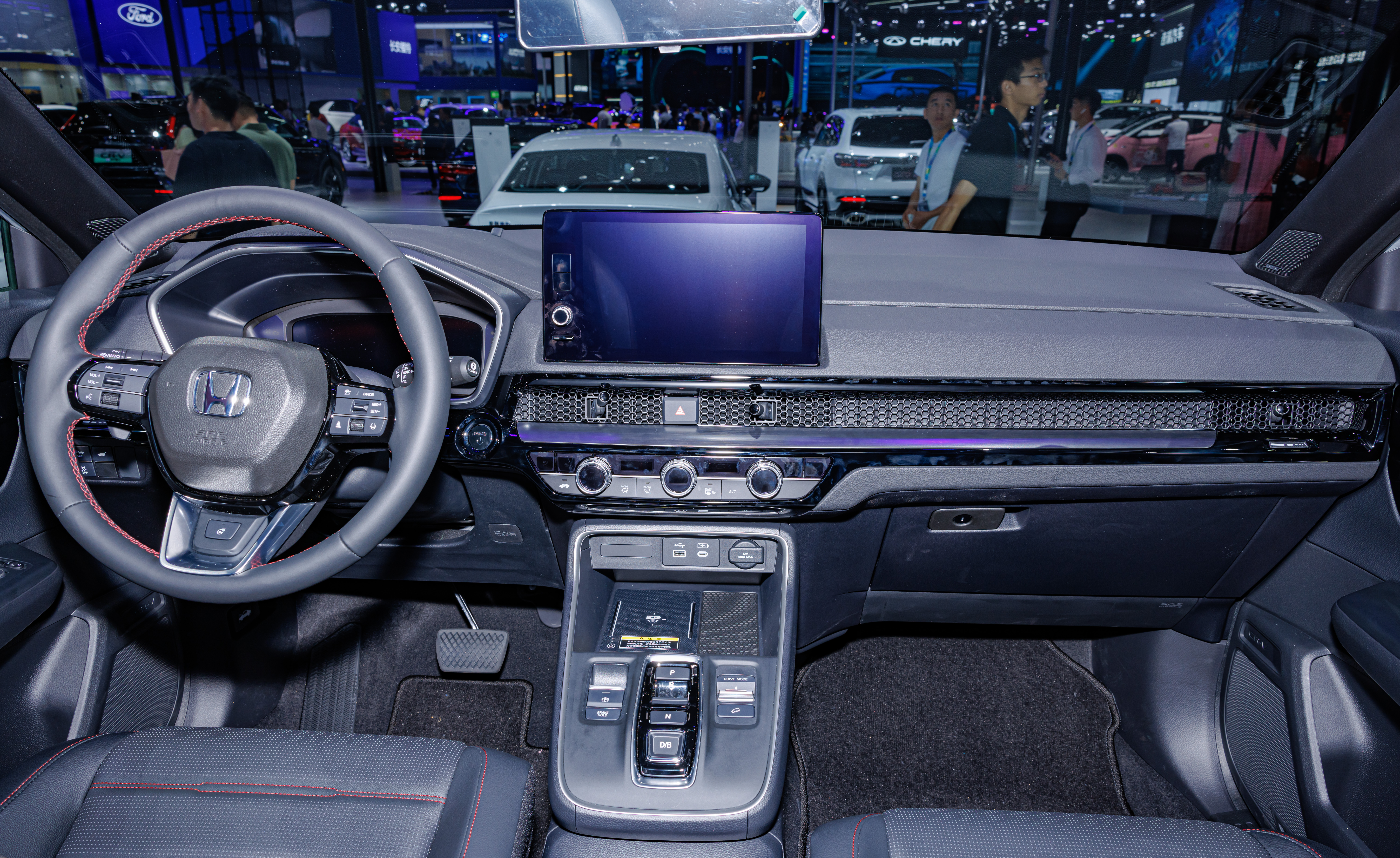
6세대 CR-V e:HEV 인테리어 중국 사양

대한민국에는 2023년 4월 11일에 190마력 1.5리터 가솔린 터보 엔진을 먼저 출시했으며, CVT를 장착하고 전륜구동으로 나온다. 2.0리터 가솔린 직접분사 하이브리드는 2023년 9월 21일에 4륜구동을 먼저 출시했고, 전륜구동형은 12월 8일에 추가했다. 대한민국 복합연비는 1.5리터 가솔린 터보 12.1km/L, 2.0리터 가솔린 하이브리드 4륜구동 14km/L, 2.0리터 가솔린 하이브리드 전륜구동 15.1km/L다. 다만 순정 내비게이션을 삭제한 관계로, 스마트폰 내비게이션 앱을 실행한 후 안드로이드 오토 혹은 애플 카플레이로 연동하여 내비게이션을 이용해야 한다.
e:FCEV는 수소만 이용하지 않고, 플러그인 EV 겸용이다. 따라서 e:PHEV처럼 앞 펜더에 전기 충전구가 있고, 뒤쪽에 수소 주입구가 있다. 수소 탱크는 후륜 쪽에 있는데, 이 때문에 트렁크 용량이 감소했다.
혼다코리아가 온라인 계약을 도입함에 따라, 혼다코리아 홈페이지에서 온라인 주문도 가능해졌다.

## 비디오 게임에서의 등장
- 3D운전교실